# Шульте, Карл Йозеф
Карл Йозеф Шульте (нем. Karl Joseph Schulte; 14 сентября 1871, Хаус-Фальберт, Германская империя — 11 марта 1941, Кёльн, Третий рейх) — немецкий кардинал. Епископ Падерборна с 30 ноября 1909 по 8 марта 1920. Апостольский викарий Ангальта с 12 апреля 1910 по 8 марта 1920. Архиепископ Кёльна с 8 марта 1920 по 11 марта 1941. Кардинал-священник с 7 марта 1921, с титулом церкви Санти-Куаттро-Коронати с 10 марта 1921. Скончался в Кёльне, похоронен в Кёльнском соборе.